# Маргинская
Маргинская — упразднённый населённый пункт (тип: усадьба) на территории Котельниковского сельского поселения Антроповского района Костромской области. Ныне урочище Марьинское

## Название
Известна как Маргинская, Маргинское, Марьинское.

## География
Урочище находится в центральной части Костромской области, в подзоне южной тайги, на берегу реки Юрьевка (приток реки Кусь). По данным 1907 года в 80 вёрстах от уездного города Макарьев.

### Климат
Климат характеризуется как умеренно континентальный, с продолжительной холодной многоснежной зимой и коротким сравнительно тёплым летом. Среднегодовая температура воздуха — 2,5 °C. Средняя температура воздуха самого холодного месяца (января) — −12,6 °C (абсолютный минимум — −38 °C); самого тёплого месяца (июля) — 18,2 °C (абсолютный максимум — 36 °С). Годовое количество атмосферных осадков — 500—550 мм, из которых большая часть выпадает в тёплый период.

## История
В «Списке населенных мест Костромской губернии по сведениям 1870-72 годов» населённый пункт упомянут как усадьба Марьинское, расположенная в 82 верстах от уездного города, при колодцах.
В XIX — начале XX века усадьба входила в состав Кусской волости Макарьевского уезда Костромской губернии.
По церковно-административному делению усадьба относилась к приходу Воскресенской церкви в селе Пеньки, входившая в VI Галичский Благочиннический округ.

## Население
Постоянное население составляло: 20 человек, из них 11 мужчин, 9 женщин (1872), 36 человек, из них 17 мужчин, 19 женщин (1897), 36 (1907).

## Инфраструктура
Личное подсобное хозяйство с зоной сельскохозяйственного использования, индивидуальная застройка усадебного типа.
К 1872 году — 3 двора, в 1907 году учтено 5 дворов.